# استان سلهت
استان سلهت (به لاتین: Sylhet Division) یکی از استان‌های بنگلادش است.

## خصوصیات
استان سلهت ۱۲٬۲۹۸٫۴ کیلومترمربع مساحت و ۹٬۹۱۰٬۲۱۹ نفر جمعیت دارد.